# Pezsgőgyártás Pécsett
A pezsgőgyártás története Pécsett 1859-ig nyúlik vissza, amikor Littke Lőrinc a Szent István tér 12. alatt Littke pezsgőgyár néven megalapította a mai Magyarország területének első pezsgőgyárát.

## Pezsgőkészítés
A pezsgőkészítés nem egyetlen pontosan körülírt és szigorúan meghatározott gyártási eljárást jelent. A pezsgő kétféle eljárással készülhet. Az egyik alapján a pezsgő legfeljebb másfél literes palackokban erjed. Ezt az eljárást palackos eljárásnak, másként hagyományos, illetve klasszikus eljárásnak nevezik. A másik eljárás, amikor nagy űrtartalmú edényekben, nyomásálló fémtartályokban erjesztik. Ezt tankos vagy tartályos erjesztésnek nevezik. A pécsi pezsgőgyár palackos erjesztéssel készíti termékeit („Methode Champenoise”).

## Technológiai folyamat

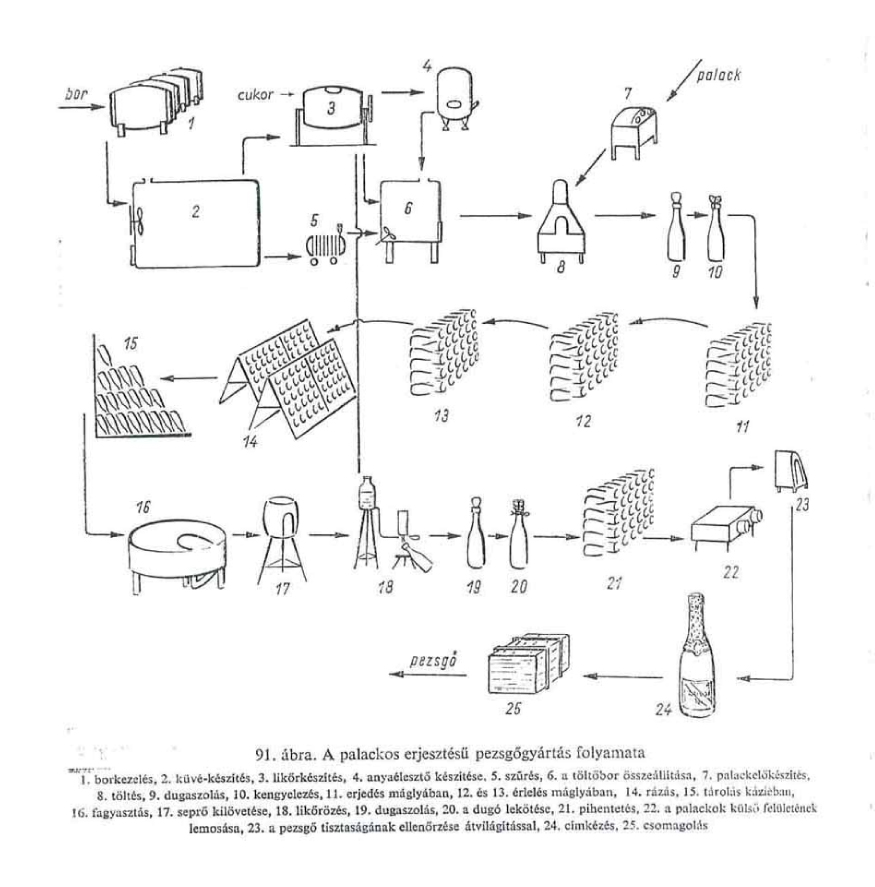
A pezsgőkészítés folyamata

### A töltőbor összetétele, részei
- Alapbor
- Cukor: a pezsgőtípusok cukortartalom szerint lehetnek:
  - brut nature: 3 g/L-nél kevesebb és amelyhez a pezsgősítést követően nem adtak cukrot
  - extra brut: 6 g/L-nél kevesebb
  - brut: 15 g/L-nél kevesebb
  - extra dry: 12-20 g/L
  - Dry sec: 17-35 g/L
  - Medium dry, demi sec: 33-50 g/L
  - Sweet doux: 50 g/L
- Élesztő: a pezsgő töltőborának minden literében legalább 100 millió élő élesztősejtnek kell lennie
- Derítőanyagok: vizahólyagot, vagy csersavat 3 g/HL és zselatint 4,5 g/HL adnak a borhoz.

### Erjedés
A legjellemzőbb technológiai folyamata a borhoz adott cukor zárt erjedése, tehát egy második erjesztés. Az erjedés ideje és a hőmérséklete megszabja a pezsgő minőségét és az erjedés egyéb körülményeit. A palackban erjesztett pezsgőt hosszú időn keresztül seprőjén tárolják.
- Érlelés: Az érlelés idején az élesztőtevékenység hatására alakul ki a hagyományos pezsgő minősége. Rövid ideig tartó érlelés után a pezsgő még túl fiatal, ha viszont a szükségesnél hosszabb ideig tartott az érlelés, a pezsgő megvénül.
- Seprő eltávolítása: A seprő lerázásával és kilövetésével seprőtelenítik, de lehetőség van a pezsgő szűréses seprőtelenítésére is. Ezt transvaser gyártási eljárásnak nevezzük. Ez nem rontja, hanem inkább javítja a minőségét, mert tisztábbá és egyöntetűbbé teszi.
- Expedíciós likőrözés: Nincs hatása a gyártási eljárásra, de az eljárás többé-kevésbé meghatározza a likőrözés módját is, kilövetéses seprőtelenítés közben a palackokat egyenként kell likőrözni.

A pécsi gyárban alkalmazott – leürítéses – szűréses mód, ahol a palackokból a pezsgő ellennyomással zárt tartályba kerül, ahonnan ugyancsak elnyomásos szűrés után a forgalomba hozott palackokba töltik. A cég 0,2 literestől, akár a 26 literesig terjedő skálán is tud palackozni. Kizárólag parafa dugót használnak a lezáráshoz. Ezeket drótkosárral rögzítik, majd címkézik a palackot. A gyár jelenleg a nagyradai és a siklósi borvidék gazdaságaiból szerzi be borait. E szőlőfajták főképpen Zöldveltelini, Chardonnay, Rizlingszilváni, Merlot, Zweigelt és a Kékoportó. Egyrészt likőrborokkal a pezsgőgyártás számára, illetve saját palackozású borok kezelésével és érlelésével is foglalkozik.

## A pezsgőház termékei napjainkban
- Őrs vezér:  fehér édes pezsgő.

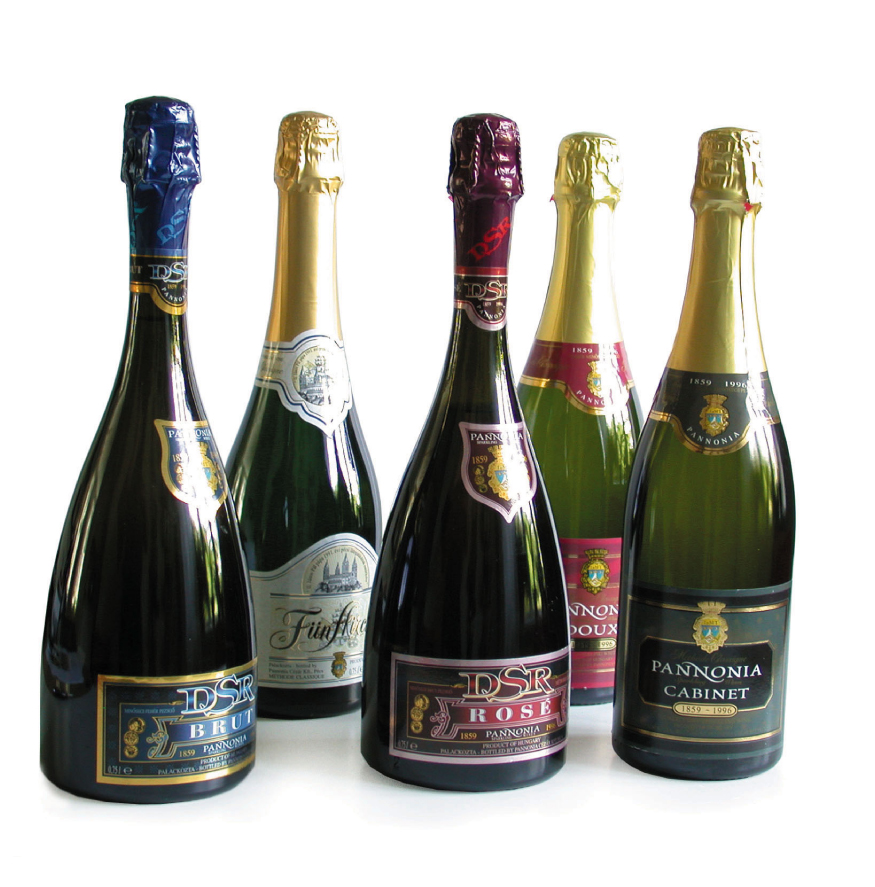
A pezsgőház termékei

- Fünfkirchen: Pécs város német nevét viselő pezsgő, II. János Pál pápa 1991. évi pécsi látogatásának emlékére került forgalomba. Rizlingszilváni és Zöldveltelini cuvéejéből készült, egyéves seprőn érlelik.
- Henry: A pezsgőt szerető és ismerő szakértőkből megalakult „Dom Perignon Követői Gasztronómiai Pezsgőrend”, melynek 2006-ra választott zászlós terméke a cég egyik svéd tulajdonosáról elnevezett extra-száraz pezsgő. Alapbora 100% Zöldveltelini. Szép szín, gazdag illat, melyben a gyümölcsösség dominál. A terek, savak és a viszonylag alacsonyabb alkoholtartalom egy kis könnyedséget ad a pezsgőnek. Utóíze közepesen hosszú.
- Cezar Rosé: A cég egyik legnépszerűbb terméke, amely 100% Cabernet sauvignonból készülő extra-száraz pezsgő. Halvány epres-málnás szín, illatában némi tompaság is felfedezhető. Szájba kerülve fáradt, savai kissé lomhák, de még hoznak némi frissességet. Rövid lecsengés.
- Cezar Winery Brut: Ami 100% Chardonnayból készült. Közepes árnyalatú szalmasárga szín, friss élesztős illattal és fűszerességgel. Ízben ugyancsak az élesztős jegy érvényesül, tartós és intenzív szénsavtartalommal. Savai kellemesen lágyak.
- Cezar Demi Sec: Alapborai a Chardonnay, Rizlingszilváni és Zöldveltellini háziasításából született meg ez a félszáraz kategóriájú pezsgő. Mélyebb, zöldessárga színű, visszafogott gyöngyözésű, citrusos virágos illatú. Íze gyümölcsös, savai frissek, játékosak, de utóízében enyhe kesernyésség és magas cukortartalom lép fel, mely kicsit több az ideálisnál.
- Dobozos Cesar Blanc és Cesar Rosé: A cég újítását 2007-ben vezették be. Alapborai a Chardonnay, Rizlingszilváni és Cabernet Savignon. A Kft. a pezsgő élményét kívánja eljuttatni azoknak, akiknek valamilyen oknál fogva nincs alkalmuk egy üveg pezsgőt megbontani, vagy egy színházi előadás szünetében, szórakozóhelyen, üzleti ebédnél, de szívesen elfogyasztanának egy pohár pezsgőt, ahol egy teljes pezsgő megvásárlása nem indokolt. A termékeknek nagy sikere van, hiszen Európában csak Olaszországban van ilyen dobozos kiszerelés.